# Annäherungen. Drogen und Rausch
In seinem aphoristischen Essay Annäherungen. Drogen und Rausch von 1970 spannt Ernst Jünger einen vexierbildhaften Bogen, ausgehend von persönlichen rauschhaften Erfahrungen hinweg über metaphysische, mythologische und historische Reflexionen bis hin zu den Annäherungen an die Phänomene des Ungesonderten, des von Jünger weit gefassten Universums aus Rausch und Ekstase.
In der vordergründig chronologischen Ebene der 315 Abschnitte reflektiert Jünger autobiographische Erfahrungen mit Bier, Wein, Nikotin über Äther, Laudanum, Kokain und Cannabis-Extrakt bis hin zu Meskalin und LSD.
Jünger geht es hierbei nicht um eine lexikalische Auflistung der Rauschdrogen und deren kulturelle Bedeutung, sondern er nimmt den Leser, ausgehend von seinen eigenen, oft zufälligen Annäherungen, mit in eine Welt, in der sich nahezu alle Aspekte des gesamten durch zwei Weltkriege geprägten jüngerschen Universums widerspiegeln.
Die Geradlinigkeit der Erinnerungen wird durch kaleidoskopartige Exkursionen in die Literatur (Thomas de Quincey, Maupassant, Baudelaire sowie Splitter aus eigenen Werken), die Mythologie und die Philosophie immer wieder durchbrochen und ergänzt.
Für Jünger sind Exkursionen in diese Terra incognita mit Gefahr verbunden; dies macht er schon eingangs deutlich, indem er den ersten Abschnitt des Werkes „Schädel und Riffe“ betitelt, womit er die Nähe des Todes kennzeichnet, der als letzte Annäherung auch das geistige Abenteuer durchwebt. Das Werk prägte den später über die unmittelbare Jünger-Rezeption hinaus wirksamen Begriff der Psychonautik.
Dieses Buch, das Jünger ursprünglich als kurz angelegte Denkschrift an Mircea Eliade begann, wurde bei seiner Herausgabe im Jahre 1970 von Jüngers Stammleserschaft kritisiert und führte ihm im Gegenzug neue Leser zu.